# 鎌ケ谷総合病院
鎌ケ谷総合病院（かまがやそうごうびょういん）は千葉県鎌ケ谷市にある医療機関である。

## 沿革
出典
- 2007年 平成19年
  - 9月1日 医療法人社団木下会鎌ケ谷総合病院を開院。

- 2010年 平成22年
  - 1月15日 日本医療機能評価機構Ver6認定
  - 4月1日 法人名を社会医療法人社団木下会に改称する。

- 2022年 令和3年
  - 9月1日 2階手術室拡張し、ハイブリッド手術室運用を開始する。

## 診療科
出典
- 内科
- 消化器内科
- 循環器内科
- 腎臓内科
- 脳神経内科
- 小児科
- 外科
- 乳腺外科
- 整形外科
- 形成外科
- 脳神経外科
- 心臓血管外科
- 呼吸器外科
- 皮膚科
- 泌尿器科
- 産婦人科
- 眼科
- 耳鼻咽喉科
- リハビリテーション科
- 救急科
- 歯科
- 歯科口腔外科
- 麻酔科
- リウマチ科
- 病理診断科
- 放射線診断科
- 放射線治療科
- 頭頸部外科
- 緩和ケア内科

## 医療機関指定
出典
| 保険指定医療機関                        | 救急告示病院                                                              |
| 労災保険指定医療機関                    | 生活保護法指定医療機関                                                    |
| 結核指定医療機関                        | 被爆者一般疾病医療機関                                                    |
| 身体障害者福祉法医師指定医療機関        | DPC対象病院（調整係数:1.0766 機能評価係数I:0.1792 機能評価係数II:0.0532） |
| 厚生労働省指定 医師の協力型臨床研修病院 | 厚生労働省指定 歯科医師の基幹型臨床研修病院                               |
| 厚生労働省指定 外国医師臨床修練指定病院 |                                                                           |

## 学会認定施設
出典
| 日本外科学会 外科専門医制度修練施設     | 日本消化器内視鏡学会 指導連携施設         |
| 日本整形外科学会 専門医研修施設         | 日本泌尿器科学会 泌尿器科専門医教育施設   |
| 日本麻酔科学会 麻酔科認定病院           | 日本消化器外科学会 専門医制度指定修練施設 |
| 日本リウマチ学会 教育施設               | 日本病院総合診療医学会 認定施設           |
| 日本乳癌学会 関連施設                   | 日本超音波医学会 認定超音波専門医研修施設 |
| 日本脳神経血管内治療学会 専門医研修施設 | 日本がん治療認定医機構 認定研修施設       |
| 日本口腔外科学会 専門医研修施設         | 日本口腔外科学会 認定准研修施設           |
| 日本障害者歯科学会 臨床研修施設         | 日本外科学会 外科専門医制度修練施設       |

## その他の認定
出典
| 公益財団法人日本医療機能評価機構による病院機能評価ver.6認定 | 一般財団法人日本医療教育財団による外国人患者受け入れ医療機関認証制度認証医療機関 |

## 交通
出典
- 新京成電鉄　新京成線　新鎌ヶ谷　徒歩5分
- 東武鉄道　東武アーバンパークライン　新鎌ヶ谷　徒歩5分
- 北総鉄道　北総線　新鎌ヶ谷　徒歩5分